# 稲垣仲静
稲垣 仲静（いながき ちゅうせい、本名：稲垣 廣太郎（いながき ひろたろう）、1897年（明治30年） - 1922年（大正11年）6月24日）は、大正時代の日本画家。京都市出身、
日本画家で工芸図案家の稲垣竹埠の長男に生まれ、克明な自然描写の中に官能性や凄みを表現する画家として、将来を期待されながらも早逝した。
弟は型絵染の人間国宝に認定された染織家の稲垣稔次郎。

## 略歴

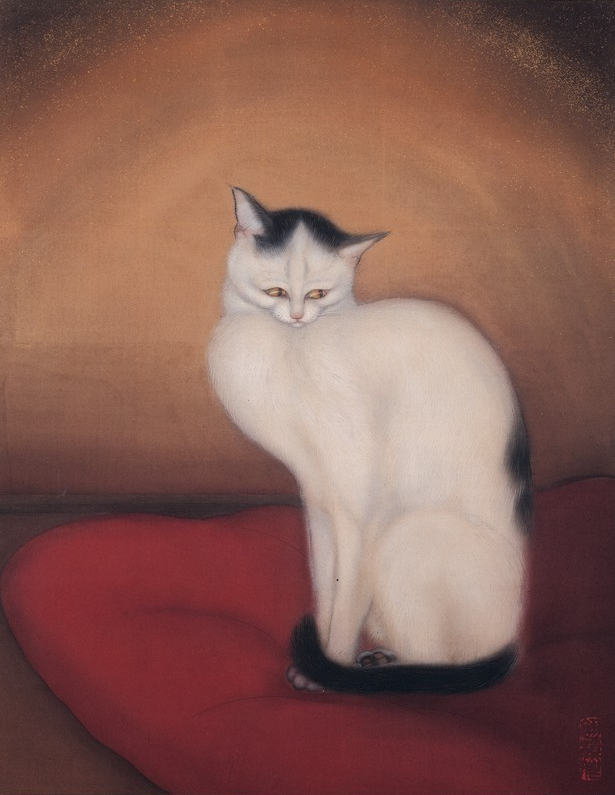
《猫》1919年（大正8年）頃（第2回国展入選作とは異なる）。

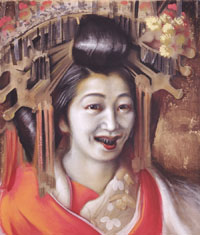
《太夫》1921年（大正10年）頃、京都国立近代美術館蔵。

1912年（明治45年）に京都市立美術工芸学校（美工）に入学し、京都派の基礎とも言える写生技術を身につけた。1917年（大正6年）京都市立絵画専門学校（絵専）に進学し、翌1918年（大正7年）に美工出身者の研究団体「密栗会」に参加した。これは1915年（大正4年）に入江波光、岡本神草、伊藤柏台らが結成した会で、のちには甲斐庄楠音や榊原始更も加わった。
仲静の絵には同時代の白樺派の影響が見られ、単に目に見えるものを再現するのではなく、写実を通して自己の内面的深化を試みたとされる。対象の生態に執拗に迫ろうとする緻密な表現は、次第に凄みと不気味さが加わるようになった。在学中の1919年（大正8年）第2回国画創作協会展に《猫》を出品し初入選。1921年（大正10年）の《太夫》では、おはぐろを見せてにたりと笑う薄気味悪い表情を、毒々しい表現で描いた。
1920年（大正9年）絵専卒業。この頃から、西洋絵画的リアリズムから離れ、中国南宋時代の院体花鳥画風の作品を描き始める傾向を見せる。
1922年（大正11年）、京都の画商・福村祥雲堂が主宰した「九名会」のメンバーに選ばれる。この会は、菊池契月、西山翠嶂、西村五雲という当時の京都画壇の重鎮が、次代の京都画壇を担う新進作家9名を推挙するもので、伊藤草白、堂本印象、登内微笑、岡本神草、中村大三郎、宇田荻邨、山口華楊、福田平八郎らとともに仲静が選ばれた。しかし、同会第1、2回展に出品した直後、流行病の腸チフスに罹患し25歳で死去した。
早逝のため現存する本画は極めて少ないものの、徹底した写実性と、朽ち果て滅びゆくものに注がれる厳しく温かい視線に裏打ちされた、仲静作品の強烈な印象は、大正期の京都画壇に衝撃を与えたと再評価されている。